# ジェイムズ・ハドリー・チェイス
ジェイムズ・ハドリー・チェイス（James Hadley Chase、1906年12月24日 - 1985年2月6日）は、イギリス、ロンドン生まれの作家。
本名はルネ・ブラバゾン・レイモンド(Rene Brabazon Raymond)。ハドリー・チェイスと簡略して表記される場合もある。またジェームズの表記もあり。

## 来歴・人物
18歳で書店の店員を始め、出版、製本、販売関係の職に就く。その経験からアメリカ・ギャング小説の需要が多いのを知り、それに応えるべく作家になる決意をする。アメリカのスラング辞典を購入し、1938年、『ミス・ブランディッシの蘭（No Orchids for Miss Blandish）』を六週間で書き上げ、翌年、ロンドンのジャロルド社から刊行される。この作品はセンセーションを巻き起こし、後にアメリカ、フランス、ドイツ、スペイン、ノルウェー、スウェーデン、デンマーク、フィンランド、カナダ、日本、南米、ソ連で相次いで出版され、総発行部数二百万部を超す大ベストセラーとなった。映画化もされ、芝居になりロンドンのウェスト・エンドで一年以上のロングランとなり、チェイスは作家に専念することになる。しかしこの処女作は第二次世界大戦下のイギリスに激しい賛否両論を巻き起こした。小説に救いのないこと、作中のギャングの凄惨なリンチ、その他様々な場面などが問題となり、当局から発売停止の処分を受けることになるが、チェイスはこの作品によってハードボイルドのスタイルとその技巧をイギリスにもたらした最初の作家となった。小説の主人公がウィリアム・フォークナーの『サンクチュアリ』の影響を受けた性格像であると言われ、チェイスは『大衆のフォークナー』と称えられる。「大衆がそれを望み、愛しているので、私は彼らにセックスと暴力を売る、ただそれだけのことです。私は商業作家に過ぎません」とチェイスは言い切っているが、文豪ジョージ・オーウェルは、この作品について「無教養な三文文士が書くようなものではなく、一語の無駄もなければ、どこを探しても耳障りな雑音もない、見事な文章の作品」とその文体を絶賛し（なお物語の内容はファシズム的だとして批判）、他の評論家などにも次々と取り上げられた。発売停止後、1942年に改訂版が出され問題の個所が緩和されることになる。初版本は絶版になったため本国イギリスでも稀覯本になって手に入りにくくなっており、日本でも東京創元社から出ている訳は改訂版に寄っている。この作品は『ル・モンド20世紀の100冊』の一つに選ばれている。
その後、チェイスはイギリス空軍に入るが、一年もたたないうちに空軍大尉に任官され、空軍部門の部外秘文書である英国空軍誌の編集責任者となったが、軍務の傍らにも次々に作品を執筆して人気を高め、終戦近くにはベストセラー作家としての位置を確立し、戦後はとくにフランスで大評判となり、おもにガリマール出版社から出版された。そしてチェイスはバッキンガムシャーの農場で長年暮らしてきたが、イギリスの天候を嫌って1956年、南仏カップダイユに移住することになる。その後、単調な海辺暮らしに飽き、1963年以降はパリ、セーヌ川沿いの高級アパートの最上階に移る（しかし、フランス語で作品を書いているわけではない）。
妻はロシアの指揮者アルベール・コーテスの秘書を務めたことのあるシルヴィアという才媛で、二人の間には息子が一人いる。
『世界をおれのポケットに（The world in my pocket）』が映画化された後、そっくりそのまま、犯行の手口を真似た犯罪が現実にサンフランシスコで起こったことがあったが、チェイスは「犯人たちが一割の礼金もよこさなかったのは残念だ」とシカゴ・トリビューン紙で語ったという。
ペンネームをいくつか使い分けており、レイモンド・マーシャル、アンブローズ・グラント、ジェームズ・L・ドチャーティなどがある。
好みの作家にグレアム・グリーン、アレクサンドル・デュマを、影響を受けた作家にはアーネスト・ヘミングウェイ、ダシール・ハメット、レイモンド・チャンドラーを上げている。
趣味の一つに旅行をあげているが、世界各国を訪れるたびに、その国を舞台にした小説を必ず書いている。アメリカの暗黒街や地方都市を背景にした作品も多いが、「アメリカはあまり好きではない。好きなのは自分の本の中のアメリカだ」と語っている。
生涯に90作以上の作品を書いた。1985年2月6日没。

## 日本語訳作品
- 『ミス・ブランディッシの蘭』（No Orchids for Miss Blandish (1939)、井上一夫訳、創元推理文庫） 1959、のち新版 1995
- 『蘭の肉体』（The Flesh of the Orchid (1942)、井上一夫訳、創元推理文庫） 1963
- 『悪女イヴ』（Eve (1945)、小西宏訳、創元推理文庫） 1963、のち新版 2018
- 『フィナーレは念入りに』（The Wary Transgressor (1952)、岡本孝一訳、ハヤカワポケットミステリ） 1971
- 『とむらいは俺がする』（I'll Bury My Dead (1953)、井上勇訳、創元推理文庫） 1963
- 『危険なやつは片づけろ』（Safer Dead (1954)、井上勇訳、創元推理文庫） 1964
- 『殺人狂想曲』（Tiger by the Tail (1954)、田中小実昌訳、ハヤカワポケットミステリ） 1983
- 『ヴェニスを見て死ね』（Venetian Mission(Mission to Venice)(1954)、岡本孝一訳、ハヤカワポケットミステリ） 1974
- 『ダイヤを抱いて地獄へ行け』（You've Got It Coming (1955)、田中小実昌訳、創元推理文庫） 1965
- 『殺人（ころし）は血であがなえ』（The Guilty Are Afraid (1957)、田中小実昌訳、創元推理文庫） 1967
- 『世界をおれのポケットに』（The World in My Pocket (1958)、小笠原豊樹訳、創元推理文庫） 1965
- 『ダブル・ショック』（Shock Treatment (1959)、田中小実昌訳、創元推理文庫） 1961
- 『暗闇から来た恐喝者』（What's Better Than Money? (1960)、小鷹信光訳、創元推理文庫） 1970
- 『あぶく銭は身につかない』（Come Easy-Go Easy (1960)、小鷹信光訳、創元推理文庫） 1970
- 『貧乏くじはきみが引く』（Just Another Sucker (1960)、一ノ瀬直二訳、創元推理文庫） 1970、のち改題『この手に孤独』 2000
- 『ミス・クォンの蓮華』（A Lotus for Miss Quon (1961)、小鷹信光訳、創元推理文庫） 1969
- 『幸いなるかな、貧しき者』（I Would Rather Stay Poor (1962)、菊池光訳、創元推理文庫） 1971
- 『ある晴れた朝突然に』（One Bright Summer Morning (1963)、田中小実昌訳、創元推理文庫） 1965
- 『群がる鳥に網を張れ』（Tell It to the Birds (1963)、村上博基訳、創元推理文庫） 1971
- 『ソフト・センター』（The Soft Centre (1964)、中村保男訳、創元推理文庫） 1967
- 『プレイボーイ・スパイ 1』（This Is for Real (1965)、井上一夫訳、創元推理文庫） 1968
- 『クッキーの崩れるとき』（The Way the Cookie Crumbles (1965)、菊池光訳、創元推理文庫） 1971
- 『カメラマン ケイド』（Cade (1966)、村上博基訳、創元推理文庫） 1972
- 『プレイボーイ・スパイ 2』（You Have Yourself a Deal (1966)、井上一夫訳、創元推理文庫） 1969
- 『カシノの金をまきあげろ』（Well Now, My Pretty... (1967)、菊池光訳、創元推理文庫） 1972
- 『プレイボーイ・スパイ 3』（Have This One on Me (1967)、井上一夫訳、創元推理文庫） 1974
- 『その男 凶暴につき』（Believed Violent (1968)、佐和誠訳、創元推理文庫） 1972
- 『射撃の報酬5万ドル』（Like a Hole in the Head (1970)、菊池光訳、創元推理文庫） 1975
- 『切り札の男』（An Ace Up My Sleeve (1971)、伊藤哲訳、創元推理文庫） 1977